# Precesia echinocțiilor
Precesia echinocțiilor reprezintă deplasarea retrogradă a punctelor echinocțiale de-a lungul eclipticii. Acest fenomen este un efect direct al mișcării de precesie a axei de rotație a Pământului față de stelele fixe.
Observată și descrisă încă de către cel mai mare astronom al antichității Hiparh, precesia echinocțiilor a rămas neexplicată zeci de secole. În prezent echinocțiile se deplasează cu 50,3 secunde de arc pe an, motiv pentru care fenomenul este foarte lent și, dacă ar păstra această viteză, s-ar repeta o dată la 25 765 de ani.

## Explicație
Prima explicație a precesiei axei de rotație a Pământului (și, implicit, a precesiei echinocțiilor) provine de la marele fizician Isaac Newton. Acesta, bazându-se pe faptul că Pământul este bombat la ecuator și turtit la poli, a considerat că precesia echinocțiilor se datorează unui cuplu produs de forțele diferite cu care Soarele atrage proeminențele ecuatoriale diametral opuse și aflate la distanțe diferite față de Soare.
Astăzi, când se cunoaște și nutația axei terestre, a cărei perioadă de 18,6 ani coincide cu perioada de precesie a orbitei Lunii, se presupune că precesia axei de rotație a Pământului este determinată și de acțiunea Lunii, fapt pentru care mișcarea generală a axei poartă numele impropriu de precesie lunisolară. 
Cu toată strădania unor mari matematicieni ai lumii, încă nu se cunoaște o explicație riguroasă pentru precesia echinocțiilor din care să rezulte corect valoarea de 25 765 de ani pentru perioada ei.
Totodata este interesant de stiut ca:
•	De doua ori numarul 1.080, adica 2.160, reprezinta perioada unui mare ciclu lunar de 2.160 ani, corespunzand fiecarui semn zodiacal. 2.160 * 12 = 25.920 ani, durata unui ciclu de precesie a echinoctiilor;
•	De doua ori 108 milioane ani, adica 216 milioane de ani este perioada estimata de revolutie a sistemului nostru solar, in jurul centrului galactic;

## Menționare în literatură
În Mașina timpului de H.G. Wells, observatorul timpului își duce mașina în anul 802.701 și, contemplând cerul înstelat, este surprins să observe că ciclul complet al precesiei nu s-a efectuat în acest timp decât de vreo câteva zeci de ori.